# 今 (関ジャニ∞の曲)
『今』（いま）は、関ジャニ∞の楽曲。2017年6月28日に9枚目のフル・アルバム『ジャム』のリード曲としてINFINITY RECORDSから発売された。作詞・作曲はニセ明、編曲は菅野よう子が担当。フジテレビ系『FNS27時間テレビ にほんのれきし』および『FNS27時間テレビ にほん人は何を食べてきたのか?』のテーマソングである。

## 概要
- 作詞・作曲はニセ明、編曲は菅野よう子が担当[1]。
  - 本曲が収録されている後述のアルバム『ジャム』が、自身の冠番組であるテレビ朝日系『関ジャム 完全燃SHOW』で共演したアーティストからの楽曲提供が多く収録されたアルバムとなっているため[5][6]、2015年8月23日に同番組に出演[7]した星野源の"友人"という設定のキャラクター『ニセ明』が「akira nise」名義で楽曲提供を行った[1]。
- 本曲の振り付けは振付稼業air:manが担当[8]。
  - air:manも前述の『関ジャム』に出演経験がある[8]。
  - air:manとメンバーの安田章大が振り付けの構想をブラッシュアップしていった[8]。
- 本曲は、ソウルミュージックとジャズが絡み合うようなサウンドで、心地よい高揚感を生み出すメロディライン、ドラマティックなストリングス、エモーショナルな歌声の“ジャム”を体感できるアッパーチューンとなっている[9]。
- 2017年6月16日、NHK BSプレミアム『ザ少年倶楽部プレミアム』にて、本曲がテレビ初披露された[10]。
- 同年6月25日、前述の『関ジャム』で、同番組の放送100回を記念し、本曲が収録された後述のアルバム『ジャム』の特集が放送された[8][11]。
  - 同回では、前述のair:manとのコンセプト打合せから実際の振り入れ、MV撮影現場まで、楽曲に振り付けがついていく裏側の様子が放送された[11]。
- 同年6月28日、自身の9thアルバム『ジャム』のリード曲として発売された[1][2]
- 同年9月9日・10日、フジテレビ系『FNS27時間テレビ にほんのれきし』のテーマソングとして起用された[3][12]。
- 2018年9月8日・9日、フジテレビ系『FNS27時間テレビ にほん人は何を食べてきたのか?』のテーマソングとして起用された[4][13]。

## クレジット
※本曲が収録されたアルバム『ジャム』のクレジットより。

### 作詞・作曲・編曲
- 作詞・作曲：akira nise[注 1]
- 編曲：菅野よう子

### 参加ミュージシャン
- Drums：濱﨑大地
- E.Bass：柳野裕孝
- A & E Guitar：高慶"CO-K"卓史
- Strings：中島優紀ストリングス
- Trumpet：木幡光邦
- Trumpet：小澤篤士
- Trombone：SASUKE
- Trombone:五十嵐誠
- Alt Sax：加藤雄一郎
- Tenor Sax：佐藤公彦
- all other Instruments：浦田恵司、毛利泰士

## タイアップ
- フジテレビ系『FNS27時間テレビ にほんのれきし』テーマソング[3]
- フジテレビ系『FNS27時間テレビ にほん人は何を食べてきたのか?』テーマソング[4]

## 収録作品

### アルバム
- 9thアルバム『ジャム』
- 2ndベストアルバム『GR8EST』(201∞限定盤 特典CD)

※メドレーの1曲として収録。

### 映像作品

#### ライブ映像
- 17thライブDVD/Blu-ray『関ジャニ'sエイターテインメント ジャム』
- 18thライブDVD/Blu-ray『関ジャニ'sエイターテインメント GR8EST』
- 44thシングル『Re:LIVE』(初回限定盤B 特典DVD)

#### ミュージック・ビデオ
- 9thアルバム『ジャム』(初回限定盤B 特典DVD)
- 2ndベストアルバム『GR8EST』(完全限定豪華盤 特典DVD)

## テレビ歌唱
- ザ少年倶楽部プレミアム（2017年6月16日、NHK BSプレミアム）[10]
- ミュージックステーション（2017年6月16日、テレビ朝日）[14]
- テレ東音楽祭2017（2017年6月28日、テレビ東京）[15][16]
- SONGS（2017年6月29日、NHK総合）[17]
- ミュージックステーション（2017年6月30日、テレビ朝日）[18]
- バズリズム（2017年7月1日、日本テレビ）[19]
- ミュージックステーション ウルトラFES 2017（2017年9月18日、テレビ朝日）[20]
- ベストヒット歌謡祭 2017（2017年11月15日、読売テレビ・日本テレビ）[21][22]
- ベストアーティスト2017（2017年11月28日、日本テレビ）[23][24]
- 2017 FNS歌謡祭（2017年12月6日、フジテレビ）[25]
- ミュージックステーション スーパーライブ 2017（2017年12月22日、テレビ朝日）[26]
- SONGS OF TOKYO Festival（2021年11月28日、NHKワールド JAPAN / 2022年1月3日、NHK総合）[27][28]
- ベストヒット歌謡祭2024（2024年11月14日、読売テレビ・日本テレビ）[29]